# Jean-Pierre Serre
Jean-Pierre Serre (fonetikusan: [sɛʁ], Bages, 1926. szeptember 15. –) francia matematikus. Kutatási területei az algebrai topológia, az algebrai geometria és az algebrai számelmélet. 1954-ben elnyerte a Fields-érmet, 2000-ben a Wolf-díjat, 2003-ban pedig ő lett az első Abel-díjas.

## Élete
Serre Bages-ban, Pyrénées-Orientales megyében született. Szülei gyógyszerészek voltak. Tanulmányait előbb a Lycée de Nîmes intézményben, majd 1945 és 1948 között Párizsban, az École normale supérieure egyetemen végezte. Doktori fokozatát 1951-ben a Sorbonne Egyetemen szerezte meg. 1948 és 1954 között különböző állásokban Párizsban, a Centre National de la Recherche Scientifique alkalmazásában állt. 1956-ban a Collège de France professzorává választották; ez az állását 1994-es nyugdíjba vonulásáig megtartotta. Felesége a szintén professzor Josiane Heulot-Serre kémikus volt. Lányuk, Claudine Monteil történész, író és volt diplomata. Unokaöccse Denis Serre matematikus.

## Tudományos munkássága
Az 1950-es és 60-as években Alexander Grothendieckkel közösen jelentős munkát végeztek az algebrai geometria területén. Ebből az időszakból származik két alapvető jelentőségű Serre-cikk, a Faisceaux Algébriques Cohérents (FAC, 1955), és a Géométrie Algébrique et Géométrie Analytique (GAGA, 1956). Előbbi a koherens kévekohomológiáról szól. (Egy {\displaystyle X} topologikus téren vett {\displaystyle {\mathcal {F}}} kéve kohomológiája az {\displaystyle {\mathcal {F}}\mapsto {\mathcal {F}}(X)} globális szekciófunktor jobb derivált funktora. Ha a kéve (kvázi)koherens, a kévekohomológia hasznos tulajdonságokkal bír, amiken keresztül az eredeti {\displaystyle X} tér tanulmányozható.) A GAGA-cikkben Serre kapcsolatot teremtett az algebrai geometria (algebrai varietások) és az komplex számok teste feletti analitikus geometria között.
A Grothendieckkel közös munkát jelentős részben a Weil-sejtések motiválták: Serre célja egy erre alkalmas, kellően finom kohomológiaelmélet volt. A koherens kévekohomológia véges testek felett ehhez nem elegendő: ehelyett egy olyan kohomológiaelméletre volt szükség, ami az egészek gyűrűje feletti szinguláris kohomológiához hasonló tulajdonságokkal bír. Serre munkássága hozzájárult ahhoz, hogy Grothendieck és munkatársai később megalkossák az említett tulajdonságokkal bíró étale kohomológiaelméletet, aminek felhasználásával végül Pierre Deligne igazolta a Weil-sejtéseket.

## Díjai, elismerései
1954-ben, 27 éves korában nyerte el a Fields-érmet. 1985-ben megkapta a Balzan-díjat, 1995-ben a Steele-díjat, 2000-ben a Wolf-díjat, valamint 2003-ban az első Abel-díjat.
Megkapta a legmagasabb francia állami kitüntetést, a Francia Köztársaság Becsületrendjét, valamint a Francia Köztársaság Nemzeti Érdemrendjét.

## Könyvei
Serre számos szakkönyv szerzője, ezeket francia, illetve angol nyelven írta. A könyvek némelyike ma klasszikusnak számít. Az alábbi lista francia eredeti esetén az angol nyelvű fordítás adatait is tartalmazza. Serre teljes, a szakcikkeket is tartalmazó publikációs listája megtalálható a weboldalán.
- Groupes Algébriques et Corps de Classes (1959), Hermann ISBN 9782705612641
  -  Algebraic Groups and Class Fields, Graduate Texts in Mathematics. DOI: 10.1007/978-1-4612-1035-1 (1988). ISBN 978-1-4612-6993-9
- Corps Locaux (1962), Hermann, ISBN 9782705612962
  -  Local Fields, Graduate Texts in Mathematics. DOI: 10.1007/978-1-4757-5673-9 (1979). ISBN 978-1-4757-5675-3
- Cohomologie Galoisienne (1964) 1962–63-as kurzus a Collège de France egyetemen
  -  Galois Cohomology, Springer Monographs in Mathematics. DOI: 10.1007/978-3-642-59141-9 (1997). ISBN 978-3-540-42192-4
- Algèbre Locale, Multiplicités (1965) 1957–58-as kurzus a Collège de France egyetemen
  -  Local Algebra, Springer Monographs in Mathematics. DOI: 10.1007/978-3-662-04203-8 (2000). ISBN 978-3-642-08590-1
- Lie Algebras and Lie Groups, Lecture Notes in Mathematics. DOI: 10.1007/978-3-540-70634-2 (1992). ISBN 978-3-540-55008-2
- Algèbres de Lie Semi-simples Complexes (1966)
  -  Complex Semisimple Lie Algebras. DOI: 10.1007/978-1-4757-3910-7 (1987). ISBN 978-0-387-96569-7
- Abelian ℓ-Adic Representations and Elliptic Curves (1968), újranyomva,  Abelian ℓ-Adic Representations and Elliptic Curves. DOI: 10.1201/9781439863862 (1997). ISBN 9780429063015[30]
- Cours d'arithmétique (1970), PUF
  -  A Course in Arithmetic, Graduate Texts in Mathematics. DOI: 10.1007/978-1-4684-9884-4 (1973). ISBN 978-0-387-90041-4
- Représentations linéaires des groupes finis (1971), Hermann
  -  Linear Representations of Finite Groups, Graduate Texts in Mathematics. DOI: 10.1007/978-1-4684-9458-7 (1977). ISBN 978-1-4684-9460-0[31]
- Arbres, amalgames, SL2 (1977), SMF
  -  Trees. DOI: 10.1007/978-3-642-61856-7 (1980). ISBN 978-3-642-61858-1[32]
- Oeuvres/Collected Papers in four volumes, Springer-Verlag
  -  Oeuvres - Collected Papers I: 1949 - 1959 (2013. december 2.). ISBN 978-3-642-39815-5
  -  Oeuvres - Collected Papers II: 1960 - 1971 (2013. december 4.). ISBN 978-3-642-37725-9
  -  Oeuvres - Collected Papers III: 1972 - 1984 (2014. április 14.). ISBN 978-3-642-39837-7
  -  Oeuvres - Collected Papers IV: 1985 - 1998 (2013. december 19.). ISBN 978-3-642-39839-1
- Lectures on the Mordell-Weil Theorem, Aspects of Mathematics. DOI: 10.1007/978-3-663-10632-6 (1997). ISBN 978-3-663-10634-0
- Topics in Galois Theory. DOI: 10.1201/b10588 (2016). ISBN 9780429064401[33]
- Exposés de séminaires 1950–1999  (2001), SMF, ISBN 9782856291030, ISBN 9782856292426
- Cohomological Invariants in Galois Cohomology (2003). ISBN 978-1-4704-2174-8
- Grothendieck-Serre Correspondence (2004). ISBN 978-0-8218-3424-4
- Lectures on N_X(p). DOI: 10.1201/b11315 (2016). ISBN 9780429067617
- Correspondance Serre-Tate  (2015), Pierre Colmezzel társszerkesztve, SMF, ISBN 9782856298022
- Finite Groups: an Introduction  (2016), Higher Education Press & International Press, ISBN 9781571463272
- Rational Points on Curves over Finite Fields (2020), E. Howe, J. Oesterlé és C. Ritzenthaler közreműködésével, SMF, ISBN 9782856299234

## Fordítás
- Ez a szócikk részben vagy egészben  a   Jean-Pierre Serre című angol Wikipédia-szócikk ezen változatának fordításán alapul.  Az eredeti cikk szerkesztőit annak laptörténete sorolja fel. Ez a jelzés csupán a megfogalmazás eredetét és a szerzői jogokat jelzi, nem szolgál a cikkben szereplő információk forrásmegjelöléseként.